# Кутківці (зупинний пункт)
Кутківці — пасажирський залізничний зупинний пункт Жмеринської дирекції Південно-Західної залізниці на одноколійній неелектрифікованій лінії Ярмолинці — Копичинці між станціями Лісоводи та Закупне. Розташований в однойменному селі Кам'янець-Подільського району Хмельницької області.

## Пасажирське сполучення
Станом на лютий 2018 року і понині приміське сполучення не здійснюється.